# Liste der Straßen und Brücken in Hamburg-Kleiner Grasbrook

Lage vom Kleinen Grasbrook in Hamburg und im Bezirk Hamburg-Mitte (hellrot)

Die Liste der Straßen und Brücken in Hamburg-Kleiner Grasbrook ist eine Übersicht der im Hamburger Stadtteil Kleiner Grasbrook vorhandenen Straßen und Brücken. Sie ist Teil der Liste der Verkehrsflächen in Hamburg.

## Überblick
Auf dem Kleinen Grasbrook (Ortsteilnummer 138) leben 1058 Einwohner (Stand: 31. Dezember 2023) auf 4,5 km². Der Kleine Grasbrook liegt im Postleitzahlenbereich 20457.
Auf dem Kleinen Grasbrook gibt es 59 benannte Verkehrsflächen, darunter 13 Brücken, neun Kais, fünf Höfte und zehn Ufer.

## Übersicht der Straßen
Die nachfolgende Tabelle gibt eine Übersicht über alle benannten Verkehrsflächen im Stadtteil sowie einige dazugehörige Informationen. Im Einzelnen sind dies:
- Name/Lage: aktuelle Bezeichnung der Straße. Über den Link (Lage) kann die Straße auf verschiedenen Kartendiensten angezeigt werden. Die Geoposition gibt dabei ungefähr die Mitte an. Bei längeren Straßen, die durch zwei oder mehr Stadtteile führen, kann es daher sein, dass die Koordinate in einem anderen Stadtteil liegt.
- Straßenschlüssel: amtlicher Straßenschlüssel, bestehend aus einem Buchstaben (Anfangsbuchstabe der Straße) und einer dreistelligen Nummer.
- Länge/Maße in Metern:
Hinweis: Die in der Übersicht enthaltenen Längenangaben sind nach mathematischen Regeln auf- oder abgerundete Übersichtswerte, die im Digitalen Atlas Nord[1] mit dem dortigen Maßstab ermittelt wurden. Sie dienen eher Vergleichszwecken und werden, sofern amtliche Werte bekannt sind, ausgetauscht und gesondert gekennzeichnet.
Bei Plätzen sind die Maße in der Form a × b bei rechteckigen Anlagen oder a × b × c bei dreiecksförmigen Anlagen mit a als längster Kante dargestellt.
Der Zusatz (im Stadtteil) gibt an, wie lang die Straße innerhalb des Stadtteils ist, sofern sie durch mehrere Stadtteile verläuft.
- Namensherkunft: Ursprung oder Bezug des Namens.
- Datum der Benennung: Jahr der offiziellen Benennung oder der Ersterwähnung eines Namens, bei Unsicherheiten auch die Angabe eines Zeitraums.
- Anmerkungen: Weitere Informationen bezüglich anliegender Institutionen, der Geschichte der Straße, historischer Bezeichnungen, Baudenkmale usw.
- Bild: Foto der Straße oder eines anliegenden Objektes.

| Name/Lage                           | Straßen- schlüssel | Länge/Maße (in Metern) | Namensherkunft                                                                                                 | Datum der Benennung | Anmerkungen | Bild                                                      |
| ----------------------------------- | ------------------ | ---------------------- | --- | ------------------- | --- | --------------------------------------------------------- |
| Afrikahöft (Lage)                   | A040               |                        | nach dem Kontinent                                                                                             | 1893                | |                                                           |
| Afrikastraße (Lage)                 | A042               | 0395                   | nach dem Kontinent                                                                                             | 1927/29             | | Afrikastraße                                              |
| Am Bahndamm (Lage)                  | A188               | 0025 (im Stadtteil)    | nach der Lage an der Strecke Hamburg-Harburg                                                                   | 1887                | östlich der Bahngleise auf der Veddel                                                                                | Am Bahndamm                                               |
| Amerikahöft (Lage)                  | A377               |                        | nach dem Kontinent                                                                                             | 1893                | |                                                           |
| Amerikakai (Lage)                   | A378               | 03600                  | nach dem Kontinent                                                                                             | 1888                | |                                                           |
| Am Holthusenkai (Lage)              | A252               | 1200                   | Gottfried Holthusen (1848–1920), Kaufmann und Senator                                                          | 1967                | | Am Holthusenkai                                           |
| Am Moldauhafen (Lage)               | A294               | 0560                   | Moldau, Nebenfluss der Elbe in Tschechien                                                                      | 1971                | | Am Moldauhafen                                            |
| Am Saalehafen (Lage)                | A324               | 0650                   | Saale, Nebenfluss der Elbe                                                                                     | 1929                | | Am Saalehafen                                             |
| Amsinckufer (Lage)                  | A591               | 0245                   | Martin Garlieb Amsinck (1831–1905), Schiffbauer und Reeder                                                     | 1976                | |                                                           |
| Am Windhukkai (Lage)                | A592               | 1015                   | nach der namibischen Hauptstadt und der Lage am ehemaligen Windhukkai                                          | 1997                | | Am Windhukkai                                             |
| An der Hafenbahn (Lage)             | A580               | 0075 (im Stadtteil)    | nach der Lage                                                                                                  | 1974                | südlicher Teil in Wilhelmsburg                                                                                       | An der Hafenbahn                                          |
| Argentinienbrücke (Lage)            | A621               | 0045 (im Stadtteil)    | Argentinien, Staat in Südamerika                                                                               | 1981                | überquert den Reiherstieg im Zuge des Reiherdamms; westlicher Teil in Steinwerder                                    | Argentinienbrücke                                         |
| Asiakai (Lage)                      | A481               | 0210                   | nach dem Kontinent                                                                                             | 1888                | |                                                           |
| Australiastraße (Lage)              | A536               | 0755                   | nach dem Kontinent                                                                                             | 1927                | | Australiastraße                                           |
| Berliner Ufer (Lage)                | B276               | 1375                   | Berlin, Hauptstadt von Deutschland                                                                             | 1893                | | Berliner Ufer (rechts unten)                              |
| Brandenburger Brücke (Lage)         | B783               | 0105                   | in Anlehnung an das Brandenburger Ufer                                                                         | 1974                | | Brandenburger Brücke                                      |
| Brandenburger Straße (Lage)         | B550               | 0585                   | in Anlehnung an das Brandenburger Ufer                                                                         | 1927                | | Brandenburger Straße (Hamburg-Kleiner Grasbrook)          |
| Brandenburger Ufer (Lage)           | B551               | 0760                   | Brandenburg an der Havel, Stadt im gleichnamigen Bundesland                                                    | 1903                | | Brandenburger Ufer                                        |
| Bremer Kai (Lage)                   | B592               | 0890                   | Freie Hansestadt Bremen, deutsches Bundesland                                                                  | 1910                | |                                                           |
| Dessauer Straße (Lage)              | D079               | 0670                   | in Anlehnung an das Dessauer Ufer                                                                              | 1953                | | Dessauer Straße                                           |
| Dessauer Ufer (Lage)                | D080               | 0470                   | Dessau, Stadt in Sachsen-Anhalt                                                                                | 1893                | |                                                           |
| Dresdener Ufer (Lage)               | D189               | 0170                   | Dresden, Stadt in Sachsen                                                                                      | 1893                | |                                                           |
| Ellerholzbrücke (Lage)              | E297               | 0045 (im Stadtteil)    | ehemaliger Pachthof Ellerholz am Reiherstieg                                                                   | 1981                | ursprünglich Ellerholzrampe; westlicher Teil in Steinwerder, östliche Seite des südlichen Teils in Wilhelmsburg      | Ellerholzbrücke                                           |
| Erste Querkanalbrücke (Lage)        | –                  | 0025 (im Stadtteil)    | führt im Zuge des Worthdamms über den Querkanal                                                                | 1893                | nördlicher Teil in Steinwerder                                                                                       | Erste Querkanalbrücke                                     |
| Freihafenelbbrücke (Lage)           | F213               | 0160 (im Stadtteil)    | nach der Lage und Funktion im ehemaligen Freihafen                                                             | 1927                | nördlicher Teil in der HafenCity                                                                                     | Freihafen-Elbbrücke                                       |
| Hallesches Ufer (Lage)              | H065               | 0210                   | Halle, Stadt in Sachsen-Anhalt                                                                                 | 1893                | |                                                           |
| Hansabrücke (Lage)                  | –                  | 0035                   | überquert die Mündung des Hansahafens in den Saalehafen                                                        | 1893                | | Hansabrücke (Hamburg-Kleiner Grasbrook)                   |
| Hansahöft (Lage)                    | H117               |                        | nach der Lage am Hansahafen                                                                                    | 1893                | |                                                           |
| Harburger Chaussee (Lage)           | H126               | 0585 (im Stadtteil)    | nach dem Zielort Harburg                                                                                       | 1852                | östlich der Bahnunterführung auf der Veddel, westlich von Hausnummer 119 in Wilhelmsburg                             | Harburger Chaussee, zum Kleinen Grasbrook gehörender Teil |
| Holthusenkai (Lage)                 | –                  | 1200                   | Gottfried Holthusen (1848–1920), Kaufmann und Senator                                                          | 1912                | | Holthusenkai                                              |
| Indiastraße (Lage)                  | I136               | 0235                   | Indien, Staat in Asien                                                                                         | 2004                | | Indiastraße                                               |
| Kamerunkai (Lage)                   | K045               | 0545                   | Kamerun, Staat in Afrika                                                                                       | 1951                | |                                                           |
| Kamerunweg (Lage)                   | K046               | 0485                   | Kamerun, Staat in Afrika                                                                                       | 1922                | | Kamerunweg                                                |
| Klütjenfelder Hauptdeich (Lage)     | K534               | 1980                   | in Anlehnung an die Klütjenfelder Straße                                                                       | 1969                | | Klütjenfelder Hauptdeich (links oben)                     |
| Klütjenfelder Straße (Lage)         | K282               | 0770 (im Stadtteil)    | nach dem ehemaligen Staatspachtgut Klütjenfelde, durch das die Straße führte                                   | 1903                | Klütjenfeld ist ein Flurname und bedeutet „Feld mit Erdklumpen“; südlicher Teil in Wilhelmsburg.                     | Klütjenfelder Straße auf Wilhelmsburger Seite             |
| Krahnhöft (Lage)                    | K398               |                        | nach der Lage am ehemaligen Großen Krahn                                                                       | 1888                | |                                                           |
| Lübecker Kai (Lage)                 | L273               | 0335                   | Lübeck, Stadt in Schleswig-Holstein                                                                            |                     | | Lübecker Kai                                              |
| Max-Brauer-Kai (Lage)               | M402               | 0685                   | Max Brauer (1887–1973), SPD-Politiker und Hamburger Bürgermeister                                              | 1984                | |                                                           |
| Melniker Ufer (Lage)                | M144               | 0945                   | Mělník, Stadt in Tschechien am Zusammenfluss von Moldau und Elbe                                               | 1893                | |                                                           |
| Müggenburger Hafenbahnbrücke (Lage) | –                  | 0070                   | nach Lage und Funktion als Brücke der Hafenbahn über das westliche Ende des Müggenburger Zollkanals            | 1987                | | Müggenburger Hafenbahnbrücke                              |
| Niedernfelder Brücke (Lage)         | –                  | 0070                   | nach der ehemaligen Domäne Niedernfeld                                                                         | 1893                | | Niedernfelder Brücke                                      |
| Niedernfelder Ufer (Lage)           | N103               | 1760                   | nach der ehemaligen Domäne Niedernfeld                                                                         | 1903                | | Niedernfelder Ufer                                        |
| O’Swaldkai (Lage)                   | O001               | 0160                   | William Henry O’Swald, Kaufmann, Senator und Bürgermeister                                                     |                     | |                                                           |
| Potsdamer Ufer (Lage)               | P183               | 0415                   | Potsdam, Landeshauptstadt von Brandenburg                                                                      | 1903                | | Potsdamer Ufer                                            |
| Prager Ufer (Lage)                  | P188               | 1220                   | Prag, Hauptstadt von Tschechien                                                                                | 1893                | |                                                           |
| Rampenstraße (Lage)                 | R041               | 0425                   | nach der rampenartigen Anlage der Straße                                                                       | 1927                | | Rampenstraße                                              |
| Reiherdamm (Lage)                   | R115               | 0240 (im Stadtteil)    | Reiherstieg, Seitenarm der Elbe                                                                                | 1893                | westlicher Teil in Steinwerder                                                                                       | Reiherdamm                                                |
| Reiherstiegbrücke (Lage)            | –                  | 0045 (im Stadtteil)    | Reiherstieg, Seitenarm der Elbe                                                                                | 1893                | Gleise der Hamburger Hafenbahn über den Reiherstieg; westlicher Teil in Steinwerder                                  | Reiherstiegbrücke                                         |
| Sachsenbrücke (Lage)                | S006               | 0255                   | nach dem Volksstamm der Sachsen                                                                                | 1823                | | Sachsenbrücke                                             |
| Schumacherwerder (Lage)             | S329               | 0300                   | nach einer früheren Flussinsel                                                                                 | 1893                | | Schumacherwerder                                          |
| Spandauer Ufer (Lage)               | S523               | 0580                   | Spandau, Berliner Bezirk und Ortsteil                                                                          |                     | | Spandauer Ufer                                            |
| Spreehafenbrücke (Lage)             | –                  | 0035                   | nach Lage und Funktion                                                                                         | 1903                | führt im Zuge der Klütjenfelder Straße über das westliche Ende des Spreehafens                                       | Spreehafenbrücke                                          |
| Togokai (Lage)                      | T124               | 0265                   | Togo, Staat in Afrika                                                                                          | 1922                | |                                                           |
| Tunnelstraße (Lage)                 | S181               | 0025 (im Stadtteil)    | nach seiner Bestimmung unter den Bahngleisen als Zugangsstraße zum Kleinen Grasbrook führend                   | 1887/1958           | überwiegend auf der Veddel, kurzer westlicher Teil hinter der Bahnunterführung auf dem Kleinen Grasbrook             | Tunnelstraße                                              |
| Veddeler Damm (Lage)                | V010               | 2470 (im Stadtteil)    | Hamburger Stadtteil Veddel                                                                                     | 1929                | östlicher Teil hinter der Bahnunterführung auf der Veddel, sonst überwiegend auf dem Kleinen Grasbrook               | Veddeler Damm (Hamburg-Kleiner Grasbrook)                 |
| Veddelhöft (Lage)                   | V014               |                        | Hamburger Stadtteil Veddel                                                                                     | 1888                | |                                                           |
| Veddelkanalbrücke (Lage)            | –                  | 0065                   | nach Lage und Funktion                                                                                         | 1903                | führt im Zuge der Klütjenfelder Straße über das westliche Ende des Veddelkanals                                      | Veddelkanalbrücke                                         |
| Worthdamm (Lage)                    | W394               | 0530 (im Stadtteil)    | nach der früher hier gelegenen Worth, auf der das erste Gebäude auf dem Kleinen Grasbrook gestanden haben soll | 1873                | nördlicher Teil in Steinwerder                                                                                       | Worhdamm                                                  |
| Zweite Querkanalbrücke (Lage)       | –                  | 0025 (im Stadtteil)    | führt im Zuge des Stillhorner Damms über den Querkanal                                                         | 1893                | nördlicher Teil in Steinwerder; die Brücke befindet sich auf für die Öffentlichkeit nicht zugänglichem Firmengelände | Zweite Querkanalbrücke                                    |

## Sonstiges
Der Lübecker Kai, der O’Swaldkai und das Spandauer Ufer sind weder bei Beckershaus noch bei Hanke aufgeführt. Die Straße Am Kamerunkai ist noch im Straßenverzeichnis zu finden (A266), nicht aber in der Grundkarte; offenbar existiert sie nicht mehr.